# Isla Royale
La isla Royale (del inglés: Isle Royale) es una isla de los Grandes Lagos, ubicada en el noroeste del lago Superior, y parte del estado de Míchigan. Esta isla y las 450 islas más pequeñas que la rodean además de las aguas circundantes forman el parque nacional Isla Royale (Isle Royale National Park).
La isla tiene 72 km de largo y 14 km de ancho, con una superficie de 535,43 km², siendo la mayor isla natural del lago Superior, y la segunda mayor después de la isla Manitoulin de los Grandes Lagos, la tercera mayor en los estados contiguos de Estados Unidos (después de Long Island y la Isla del Padre), y la 32ª mayor de los Estados Unidos. Se define por la Oficina del Censo de Estados Unidos como el Área Censal 9603 del Condado de Keweenaw, Míchigan. A partir del censo de 2000 no había población permanente Pero después de que la isla se hizo un parque nacional, a algunos residentes existentes se les permitió quedarse. 

## Historia
Isle Royale fue anexada a los Estados Unidos por el tratado de 1783 con Gran Bretaña, pero los británicos mantuvieron el control hasta después de la guerra de 1812, y los pueblos Ojibwa consideraron la isla como su territorio. Los ojibwas cedieron la isla a los EE. UU. en el Tratado de La Pointe de 1842.